# Alexandra Kim
Alexandra Petrovna Kim (em russo: Александра Петровна Ким; nascida Kim Aerim; Sibéria, 22 de fevereiro de 1885 — Khabarovsk, 16 de agosto de 1918) foi uma ativista política, revolucionária e internacionalista coreana. Tendo ingressado nos bolcheviques em 1916, é reconhecida como a primeira comunista coreana.

## Biografia
Kim Aerim nasceu em Sinelnikovo, uma vila coreana na Sibéria. Na época, a área era uma vila nacionalista coreana. Em 1869, seu pai, Kim Du Suh, emigrou para a Rússia, adotando o nome Piotr Kim e se convertendo ao cristianismo ortodoxo. Ele trabalhou como tradutor. Mais tarde, ele foi para a Manchúria para trabalhar como tradutor em uma ferrovia. Ele também participou da luta anti-japonesa. Em 1895, Alexandra se juntou a ele na China. Porém, logo após sua chegada à China, Kim Du Suh morreu. Alexandra foi adotada por Jozef Stankevich, um amigo russo de seu pai. Ela frequentou uma escola para garotas em Vladivostok, na Sibéria. Depois de terminar seus estudos, ela começou a trabalhar como professora em uma escola primária. Ela se casou com o filho de Stankevich.

## Ativismo político
Kim desistiu da profissão de professora e voltou para Vladivostok, onde participou de atividades políticas pela causa dos migrantes coreanos.
Seu casamento não durou muito. Ela se divorciou do marido e mudou para a região dos Montes Urais. Nos Urais, ela começou o ativismo político. Em 1916, ingressou no Partido Social-Democrata da Rússia (bolchevique). Em 1917, Lenin a enviou de volta à Sibéria para mobilizar coreanos contra as forças contrarrevolucionárias e contra as Forças Expedicionárias Aliadas.
Em Khabarovsk, ela ficou responsável pelos Assuntos Externos no Departamento do Extremo Oriente do Partido. Lá, ela se encontrou com Yi Dong-Wi, Kim Rip e outros combatentes da independência da Coreia. Juntos, eles fundaram o Partido Socialista Coreano em Khabarovsk em 28 de abril de 1918.
Kim foi capturada junto com muitos outros comunistas coreanos pela Guarda Branca e tropas japonesas em 4 de setembro de 1918. Ela foi executada em 16 de setembro de 1918. Alegadamente, suas últimas palavras foram "Liberdade e Independência para a Coreia!"